# 佐々木柚樹
佐々木 柚樹（ささき ゆずき、2003年2月19日 - ）は、ジャパンラグビーリーグワンの浦安D-Rocksに所属しているラグビーユニオン選手。

## 略歴
中学までは軟式野球をやっていた。2018年、青森県立八戸工業高等学校に入学し、ラグビーを始める。高校時代に全国大会の出場経験はない。高2の時に「ビッグマン&ファストマンキャンプ」へ参加した。
大東文化大学に入って、1年から関東大学リーグ戦の全7試合と大学選手権でロックとして先発出場。
2023年5月27日、U20日本代表としてニュージーランド学生代表と対戦。同年夏、ワールドラグビーU20チャンピオンシップ2023で4試合に出場した。
2025年1月20日、ジャパンラグビーリーグワンの浦安D-Rocksへ、アーリーエントリーによる入団を発表した。同年3月29日に行われたJAPAN RUGBY LEAGUE ONE第13節交流戦埼玉ワイルドナイツ戦にて途中出場でリーグワン公式戦初出場を果たした。同月、大東文化大学卒業。